# Eliéser Guevara
Eliéser Guevara Abrines (ur. 26 sierpnia 1997) – kubański zapaśnik walczący w stylu wolnym. Brązowy medalista mistrzostw panamerykańskich w 2016 roku.